# Three. Two. One.
Three. Two. One. es el álbum de estudio debut de la cantautora canadiense Lennon Stella. El álbum fue lanzado el 24 de abril de 2020 por Columbia Records. Stella colaboró con varios productores durante la realización de Three. Two. One, entre ellos Malay y colaboradores anteriores Joel Little y Sam de Jong. Cinco temas se publicaron como sencillos: "Kissing Other People", "Golf on TV" (con JP Saxe), "Jealous", "Fear of Being Alone" y "Older Than I Am". El álbum sigue al EP debut de Stella Love, Me, lanzado el 16 de noviembre de 2018.

## Antecedentes
En una entrevista con Apple Music, Stella describe Three. Two. One. como "liberarme de la presión de las expectativas e intimidaciones previas. En Three, Two, One, me sumerjo y hago lo que me parece bien. El álbum es una caída libre. En última instancia, quería que [este álbum] fuera una presentación honesta, fiel a lo que soy como ser humano, y espero que la gente establezca paralelismos con sus propias vidas. La canción "Save Us" incluye una Interpolación del éxito de 1996 de la cantante británica Donna Lewis "I Love You Always Forever". La canción "Jealous" incluye créditos de composición de Finneas. Three. Two. One. es un álbum de pop.

## Recepción Crítica
Three. Two. One recibió críticas positivas de la crítica. En una reseña para The Observer, la crítica Kitty Empire califica Three. Two. One. como "Sorprendentemente sereno." En una crítica para Exclaim!, Ariel Matheson elogia a Stella con una puntuación de 8/10, calificando el álbum de "potencia femenina".

## Lista de Canciones
Créditos adaptados de las notas lineales de Three. Two. One.

| N.º   | Título                                     | Producer(s)  | Duración |  |
| 1.    | «Much Too Much»                            | Malay        | 3:31     |  |
| 2.    | «Kissing Other People»                     | Captain Cuts | 2:42     |  |
| 3.    | «Games»                                    | Sam de Jong  | 2:24     |  |
| 4.    | «Fear of Being Alone»                      | Malay        | 2:52     |  |
| 5.    | «Pretty Boy»                               | Malay        | 3:08     |  |
| 6.    | «Golf on TV»                               | Odnoralov    | 3:11     |  |
| 7.    | «Older Than I Am»                          | Malay        | 3:02     |  |
| 8.    | «Bend over Backwards»                      | Malay        | 2:54     |  |
| 9.    | «Jealous»                                  | Joel Little  | 2:03     |  |
| 10.   | «Since I Was a Kid»                        | Clampitt     | 3:00     |  |
| 11.   | «Weakness (Huey Lewis)» (con Maisy Stella) | de Jong      | 7:48     |  |
| 12.   | «Save Us»                                  | Andrew       | 3:01     |  |
| 13.   | «Goodnight»                                | Andrew       | 2:57     |  |
| 42:50 |                                            |              |          |  |

## Charts
| Chart (2020)                      | Peak position |
| --------------------------------- | ------------- |
| Australia (ARIA)                  | 54            |
| Canadá (Canadian Albums Chart)    | 10            |
| Nueva Zelanda (Recorded Music NZ) | 30            |
| Escocia (Scottish Albums Chart)   | 54            |
| Reino Unido (UK Albums Chart)     | 91            |
| Estados Unidos US Billboard 200   | 80            |